# Lodoïska (Cherubini)
Lodoïska est un opéra de Luigi Cherubini sur un livret français de Claude-François Fillette-Loraux, d'après un épisode du roman Les Amours du chevalier de Faublas de Jean-Baptiste Louvet de Couvray. C'est une comédie héroïque (un type d'opéra-comique) en trois actes. On l'a aussi appelé l'un des premiers opéras romantiques, bien que le travail de Cherubini demeure fondamentalement classique.

## Historique

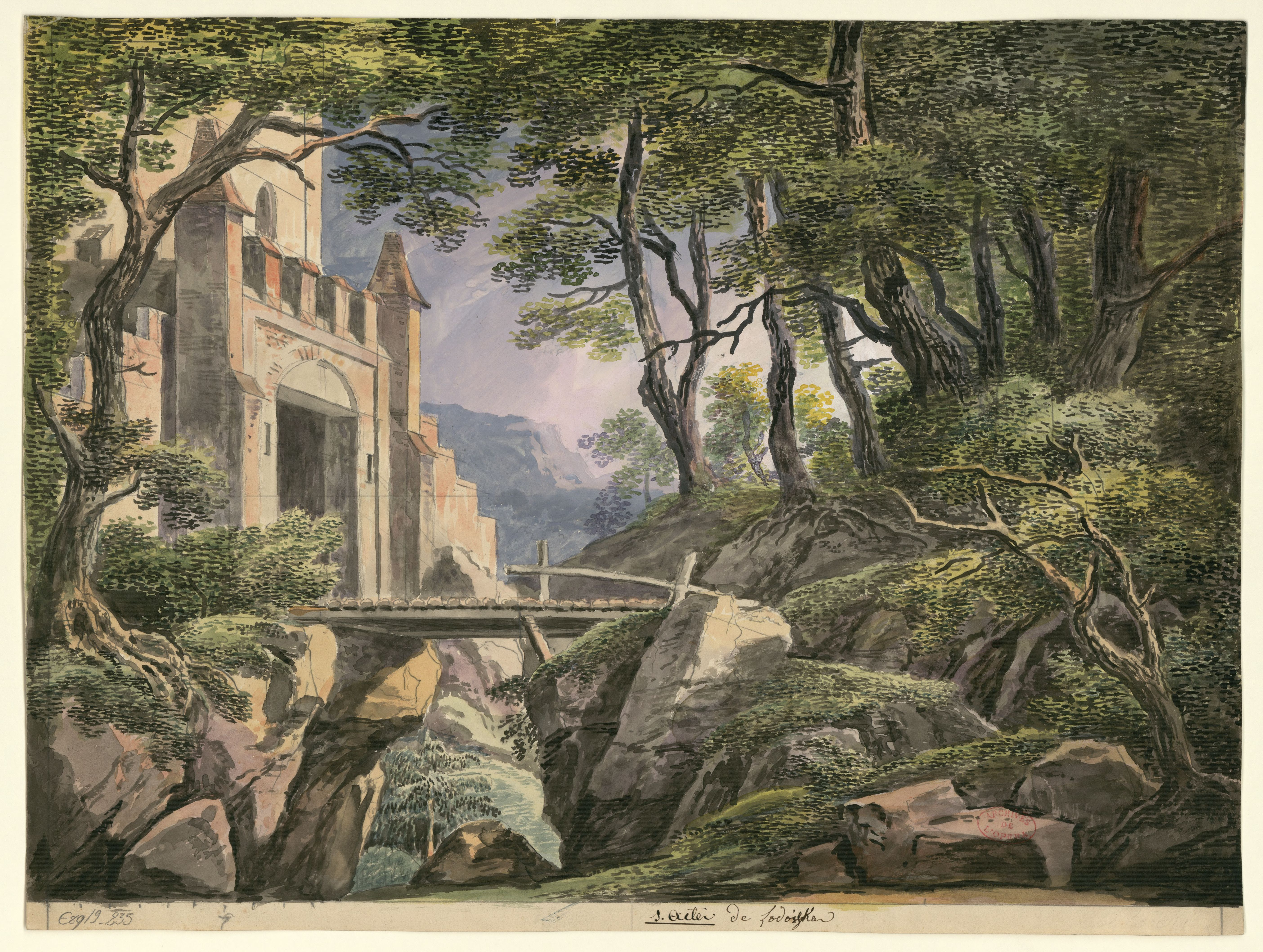
Esquisse de décor pour le premier acte de Lodoïska (1791), par Ignazio Degotti

La première eut lieu au Théâtre Feydeau à Paris le 18 juillet 1791. L'opéra obtint un vif succès, comptant 200 représentations. 
Grâce à sa popularité, l'opéra fut relancé au Feydeau en 1819 et joué fréquemment dans les pays germaniques au début du XIXe siècle, y compris à Vienne en 1805, en présence de Cherubini. John Philip Kemble produit une version anglaise en 1794. L'opéra fut joué pour la première fois à New York le 4 décembre 1826.

## Personnages
- Le comte Floreski (ténor)
- Lodoïska, princesse d'Altanno (soprano)
- Dourlinski (baryton)
- Titzikan (ténor)
- Altamoras (basse)
- Lysinka (soprano)
- Varbel (baryton)

## Intrigue
À la mort de son père, la princesse Lodoïska est enfin libre d’épouser son amant, le comte Floreski. Malheureusement, un ami de son père, le baron Dourlinski, la tient prisonnière dans son château. Floreski va chercher à la libérer avec l’aide d’une cohorte de guerriers tartares avec lesquels il s’est lié d’amitié en chemin.